# 何氏葉猴
何氏葉猴 （学名：Presbytis hosei）是一種舊世界猴，屬疣猴亞科葉猴屬，目前是婆羅洲獨有種，但昔日分佈地包括泰國、馬來半島、爪哇島和蘇門答臘島。
下分四個亞種。其中一個亞種，Presbytis hosei canicrus2005年在其原分佈地、婆羅洲東北部被宣佈絕種。2011年6月在印尼東加里曼丹省重新被發現。

## 亞種
- Presbytis hosei canicrus
- Presbytis hosei everetti
- Presbytis hosei hosei
- Presbytis hosei sabana